# Martes foina
La faina (Martes foina Erxleben, 1777) è un mammifero onnivoro della famiglia dei mustelidi.

## Distribuzione
Con una varietà di sottospecie (Martes foina bosniaca, Martes foina bunites, Martes foina foina, Martes foina kozlovi, Martes foina intermedia, Martes foina mediterranea, Martes foina milleri, Martes foina nehringi, Martes foina rosanowi, Martes foina syriaca, Martes foina toufoeus), la specie è diffusa in gran parte d'Europa (comprese Creta e numerose isole dello Ionio e dell'Egeo), fatta eccezione per Scandinavia, Irlanda, Gran Bretagna e isole Baleari, dove peraltro una sottospecie distinta pareva vivere fino agli anni sessanta. L'areale della faina comprende anche l'Asia Minore e centrale, fino alla Manciuria. Una colonia riproduttiva è stata inoltre impiantata nel Wisconsin.
In Italia la sottospecie nominale è presente in tutta l'area peninsulare. Frequenta una grande varietà di ambienti, dalla pianura fino a 2000 m d'altezza: predilige le aree forestali o boschive ed è comune anche in aree antropizzate, dove si adatta alle aree periferiche e rurali degli insediamenti umani, mentre evita con cura i grandi spiazzi aperti.

## Descrizione
Misura 45-50 cm, cui vanno sommati 25 cm di coda, per un peso medio di un paio di chilogrammi. Lo studio dei resti fossili appartenenti a questa specie ha messo in evidenza una graduale ma costante diminuzione della taglia nel corso della sua evoluzione.Il pelo è corto e folto: sul dorso esso si presenta di colore marroncino, con tendenza a schiarirsi sul muso, fronte e guance: le orecchie sono  larghe e tondeggianti, orlate di bianco, mentre le zampe presentano delle "calze" di colore marrone scuro. Sulla gola e sul collo è presente una caratteristica macchia bianca o, più raramente, giallognola che si spinge fino al ventre e prosegue fino a metà della parte interna delle zampe anteriori.
Si differenzia dalla martora eurasiatica per la macchia golare bianca e allungata verso il ventre (anziché giallognola e meno estesa), per le dimensioni un poco minori, le zampe e il muso più corti, le orecchie e gli occhi di dimensioni minori e in generale l'aspetto più slanciato.

## Biologia

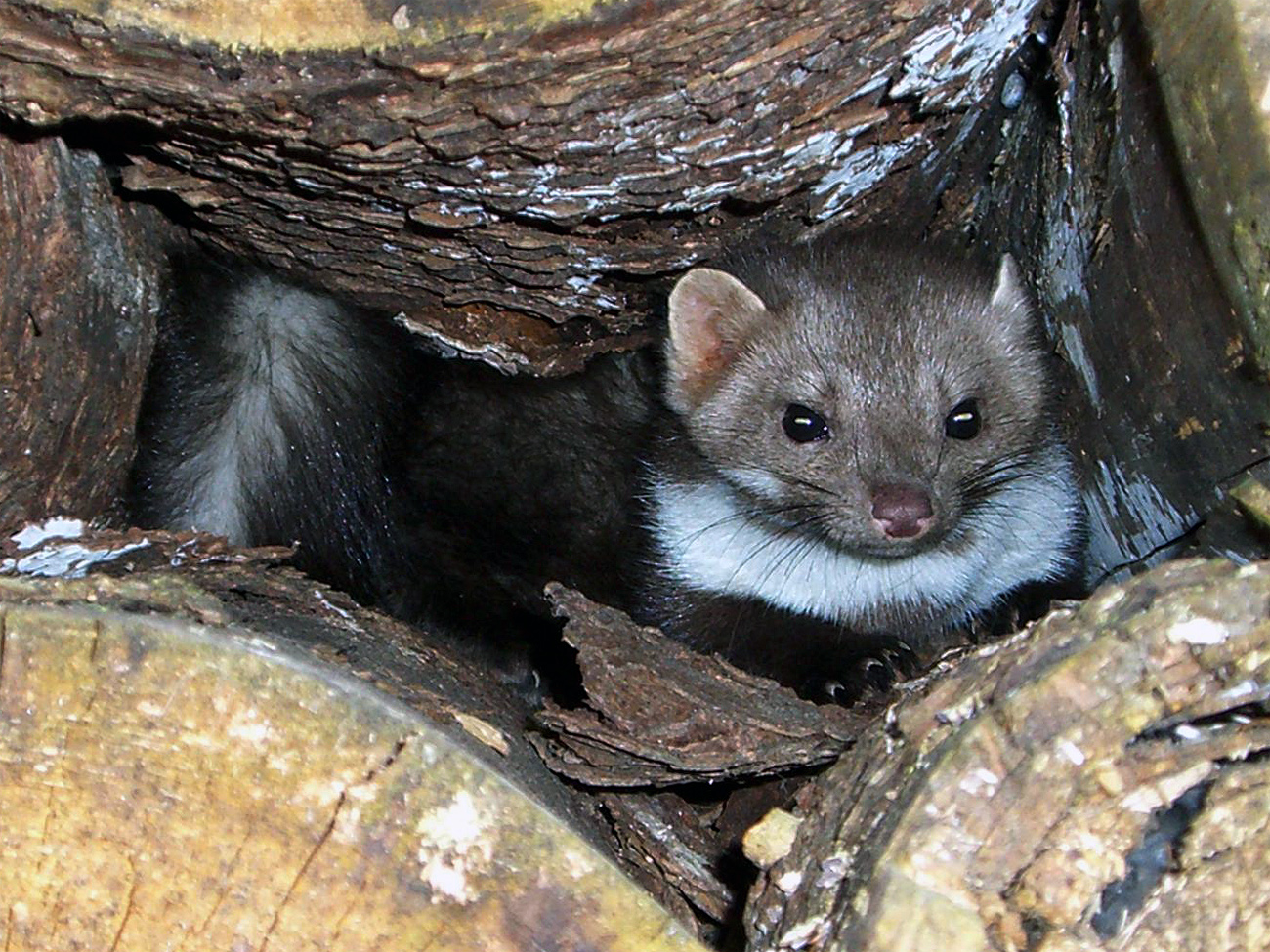
Faina nella tana

La faina è un animale dalle abitudini notturne: utilizza come rifugi diurni cavità o anfratti riparati in antichi ruderi, nei fienili, nelle stalle, nelle pietraie, tra le cataste di legna o nelle cavità naturali delle rocce, dalle quali esce al tramonto o a notte fatta.
Si tratta di animali principalmente solitari, che delimitano un proprio territorio di estensione compresa fra i 15 e i 210 ettari: le dimensioni di quest'ultimo variano a seconda del sesso (territori dei maschi più estesi rispetto a quelli delle femmine) e della stagione (è stata riscontrata una diminuzione invernale dell'estensione del territorio)
.

### Alimentazione
Si tratta di una specie tendenzialmente onnivora, che si nutre di miele (è immune alle punture di ape e vespa), bacche, uova (delle quali incide il guscio coi canini per poi succhiarne fuori il contenuto), e piccoli animali: la carne, tuttavia, è la componente preponderante della sua dieta.
Cerca il cibo principalmente al suolo, pur dimostrandosi una provetta arrampicatrice. La faina è pertanto in grado di nutrirsi di bacche, frutti, uova e nidiacei d'uccello. Per agguantare le prede di maggiori dimensioni, come fagiani e ratti, la faina dimostra una grande pazienza, appostandosi per ore nei luoghi in cui questi animali sogliono passare. Al sopraggiungere della preda, la faina le balza fulmineamente addosso, atterrandola e finendola con un morso alla gola.
Spesso l'animale procura danni alle attività umane: durante la ricerca di nidi, nidiacei e pipistrelli, tende a danneggiare i tetti delle case spostando le tegole, inoltre ha la tendenza a mettere fuori uso le automobili masticandone i tubi in gomma. Quando la faina riesce ad intrufolarsi in un pollaio o in una conigliera, poi, spesso uccide un numero di animali di gran lunga maggiore del suo fabbisogno immediato di cibo: questo comportamento, riscontrato anche in altri Mustelidi (come l'ermellino) e noto come predazione in eccesso, ha fatto nascere la credenza popolare (peraltro errata) secondo la quale questo animale si nutrirebbe principalmente, o addirittura esclusivamente, del sangue delle proprie prede.

### Riproduzione
La stagione riproduttiva cade durante l'estate: durante questo periodo gli animali perdono la loro spiccata territorialità e possono essere visti anche durante il giorno, mentre durante la notte echeggia il loro lamentoso richiamo di accoppiamento. I maschi durante il periodo riproduttivo tendono ad aumentare l'estensione del proprio territorio e ad accoppiarsi con tutte le femmine il cui territorio si sovrapponga parzialmente col proprio.

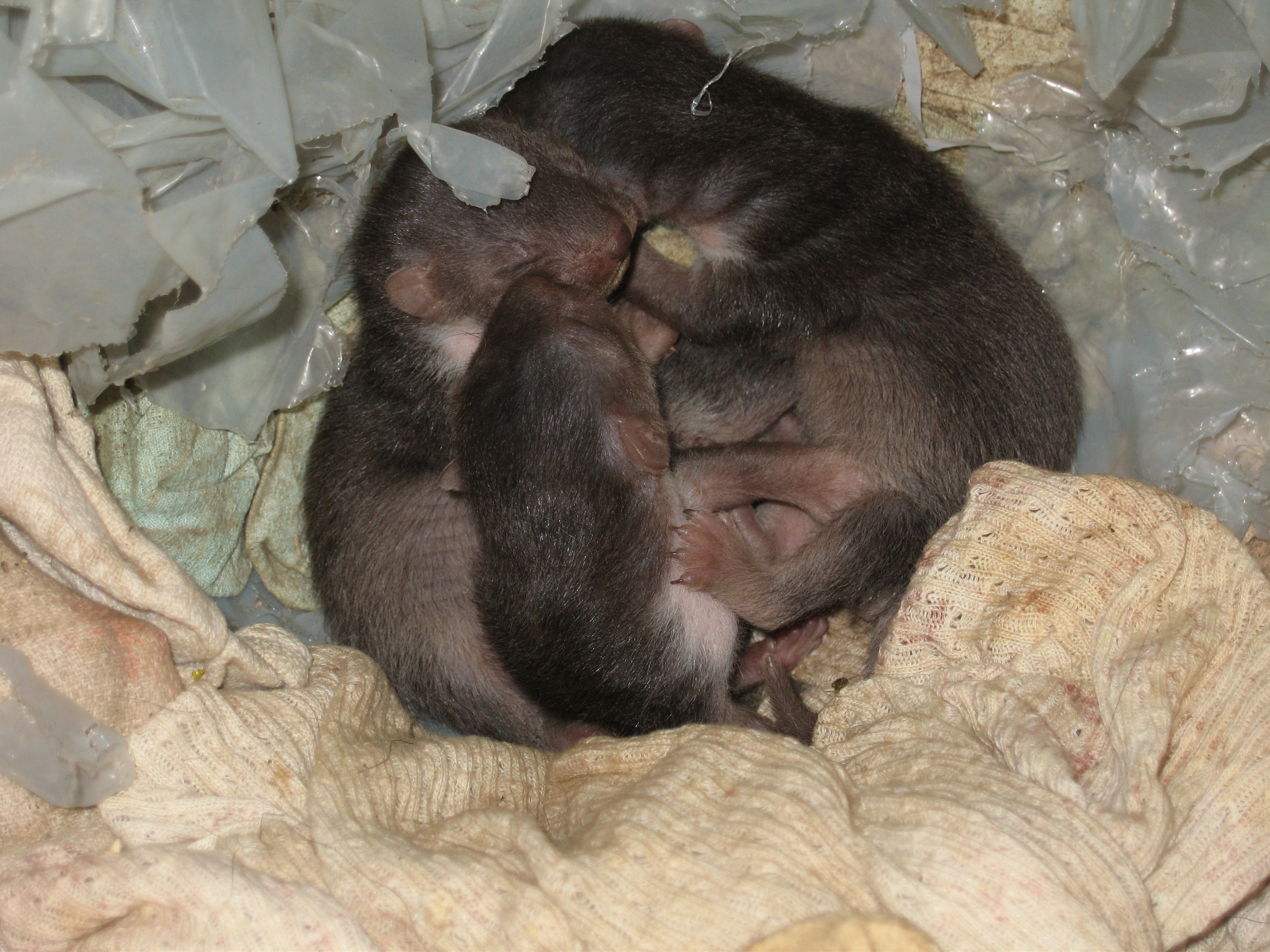
Cuccioli di faina

L'accoppiamento vero e proprio, che può durare oltre un'ora, avviene dopo una serie di schermaglie durante le quali la femmina risponde aggressivamente agli approcci del maschio, che emette richiami sommessi e infine la monta mordendola ai lati del collo, dove sono presenti depositi di grasso sottocutaneo. Dopo la copula, il maschio è solito pulirsi accuratamente.
La gestazione dura circa otto mesi, al termine dei quali vengono dati alla luce da uno a quattro cuccioli: tale lasso di tempo è dovuto al fatto che l'impianto dell'ovulo fecondato avviene nella primavera dell'anno successivo all'accoppiamento e l'embrione comincia a svilupparsi a partire da febbraio. I piccoli vengono svezzati attorno ai due mesi di vita: l'indipendenza completa tuttavia non viene raggiunta prima dell'anno, mentre la maturità sessuale viene raggiunta fra i 15 mesi e i due anni e mezzo.
L'aspettativa di vita in natura di questi animali è di 5-10 anni, mentre in cattività possono tranquillamente sfiorare i venti anni di vita.

## Riferimenti nella cultura di massa
- Un gruppo di quattro faine costituisce uno degli antagonisti minori nel racconto Le avventure di Pinocchio. Storia di un burattino. Appaiono solo nel capitolo ventidue, in cui Pinocchio, mentre deve fare il cane da guardia per una notte per un contadino (come punizione per aver cercato di rubargli l'uva), arrivano durante la notte e gli chiedono dove sia Melampo (il cane che Pinocchio sta sostituendo); quando Pinocchio risponde che Melampo è morto quella mattina, le faine gli propongono lo stesso patto che erano solite fare col cane: non fare niente mentre rubano le galline, per poi essere ricompensato con una gallina da mangiare. Pinocchio accetta, ma non appena le faine entrano nel pollaio, chiude la porta e chiama il padrone (abbaiando). Il padrone cattura le faine e vedendo che Pinocchio è stato obbediente gli toglie la punizione, per poi portare le faine il giorno dopo all'oste dell'Osteria del Gambero Rosso.
- Nel film Lo chiamavano Trinità... uno dei complici di Bambino è soprannominato Faina, per via della sua continua tendenza a ridere, per via del tic alle sue narici e per via della sua infamia.
- Un gruppo di cinque faine compare tra i personaggi del film Chi ha incastrato Roger Rabbit nel ruolo degli sgherri al servizio del giudice Morton. Muoiono letteralmente dalle risate, vizio al quale erano già inclini di per se stessi, durante un buffo balletto improvvisato da Eddie Valiant.